# Herbert Haresnape
Herbert Nickal "Bert" Haresnape (2 de julho de 1880 – 17 de dezembro de 1962) foi um nadador de costas da Inglaterra, de West Derby, que competiu nos Jogos Olímpicos de 1908 e de 1912.
Nos Jogos Olímpicos de 1908, ele foi medalha de bronze nos 100 metros no nado de costas.
Quatro anos depois, em Stockholm, ele alcançou as semifinais no 100 metros costas. 